# Farní sbor Českobratrské církve evangelické v Teplé
Farní sbor Českobratrské církve evangelické v Teplé je sborem Českobratrské církve evangelické v Teplé. Sbor spadá pod Západočeský seniorát.
Sbor byl založen roku 1952. Jeho členskou základnu tvořili převážně čeští reemigranti, potomci exulantů z doby pobělohorské.
Současným kurátorem sboru je Jan Polinský. Farář Aleš Rosický ve sboru skončil k poslednímu dni letních školních prázdnin roku 2025.

## Faráři sboru
- Jaromír Sečkař (1952–1954)
- Václav Otta (1954–1957)
- Alfred Milan Satke (1974–2009)
- Renata Šilarová (2009–2018)
- Aleš Rosický (2019–2025)